# Aleksander Rudolf
Aleksander Saša Rudolf (tudi Saša Rudolf), slovenski novinar in javni delavec, * 17. december 1938, Ljubljana, † 14./15. junij 2020, Trst.

## Življenje in delo
Rodil se je v družini profesorja in politika Ivana Rudolfa. Ljudsko šolo je obiskoval v Ljubljani in Trstu, kamor se je družina preselila leta 1946 in maturiral na tržaškem Znanstvenem liceju France Prešeren (1957). Na Liceju se je v pesmi in prozi poskusil v Literarnih vajah. V letih 1958−1966 je bil član Radijskega odra, nato pa je nastopil službo na Radiu Trst A. Napisal in prevedel je več radijskih iger. Kasneje je postal urednik. Urejal je goriške liste: Družina (mesečnik za zabavo in pouk), Mladika (družinski list s podobami) in Novi list, bil urednik pri Primorskem dnevniku in Slovenski skupnosti ter  londonskem Klicu s Triglava. Urejal je tudi specializirane športne revije.
Kot posebni poročevalec je sledil svetovnim političnim -  Konferenci o varnosti in sodelovanju v Evropi ( KVSE, Beograd 1977/1978) in športnim dogodkom: Svetovnemu prvenstvu v košarki 1970, Olimpijskim igram (München 1972, Innsbruck 1976, Montreal 1976, Moskva 1980,     
Los Angeles 1984 in Sarajevo 1984) ter Svetovnim prvenstvom v nogometu ( Zvezna republika Nemčija 1974, Argentina 1978, Španija 1982 in Mehika 1986. O tem je pri Založništvu tržaškega tiska v Trstu objavil dve knjigi: Olimpijski ogenj in dim (1984) in Mundial - Svetovno prvenstvo med bliščem in stvarnostjo (1986). V Obeh knjigah je opisal športne dosežke, istočasno pa kraje, razmere in ljudi, v Argentini tudi slovenske zdomce.
Politično je deloval pri tržaškem odboru goriške Slovenske demokratske zveze, nato pri stranki 
Slovenska skupnost, tu je bil tržaški politični tajnik in predsednik sveta. V letih 1967 - 1969 je bil odbornik v tržaški mestni upravi, kasneje tudi pokrajinski svetnik in odbornik, 1980 pa je bil s strani tržaške pokrajinske uprave imenovan za podpredsednika Slovenskega gledališča v Trstu. Bil je kulturni delavec, športni novinar in nekdanji dopisnik ter dolgoletni odgovorni urednik slovenskih informativnih oddaj javne radiotelevizijske hiše RAI za Furlanijo-juijsko krajino v Trstu (od sredine 90. let 20. stoletja, ko so začeli predvajati tudi TV-dnevnike v slovenskem jeziku). 